# Sosna himalajska
Sosna himalajska (Pinus wallichiana A.B. Jacks) – gatunek drzewa z rodziny sosnowatych (Pinaceae). Sosna himalajska rośnie w Himalajach, od Afganistanu, przez Pakistan, Indie, Tybet, Nepal i Bhutan po Mjanmę.

## Morfologia
PokrójDrzewo iglaste, korona szerokostożkowata, luźna, z gałęziami rosnącymi poziomo. U okazów wolno rosnących gałęzie dłuższe.
PieńPień prosty, kora początkowo gładka i szara, z wiekiem staje się ciemniejsza, spękana i bruzdkowata. Na obszarze naturalnego występowania dorasta do 30–50 m wysokości, w Europie do 25 m. Pędy nagie, pokryte woskowym nalotem.
LiścieMiękkie i cienkie igły, o srebrzystoszarym zabarwieniu, zwisające, o długości ok. 20 cm, zabrane w pęczki po 5 sztuk. Po wewnętrznej stronie podłużne, biało-niebieskie paski.
SzyszkiŻółte kwiatostany męskie wyrastają u nasady pędów. Szyszki żeńskie cylindryczne, początkowo osadzone pionowo i zielono-niebieskie, później zwisające, jasnobrązowe, nieco zakrzywione, osiągają długość ok. 30 cm. Osadzone na długich szypułkach (do 5 cm), w grupach po 1–6. Wierzch szyszki jest bardzo żywiczny, cienkie łuski mają duży, bruzdowaty wyrostek. Nasiona brązowe do brązowo-czarnych, o rozmiarach 3–9 na 4–5 mm, opatrzone skrzydełkiem o długości 1–3 cm, szerokości 8–9 mm.

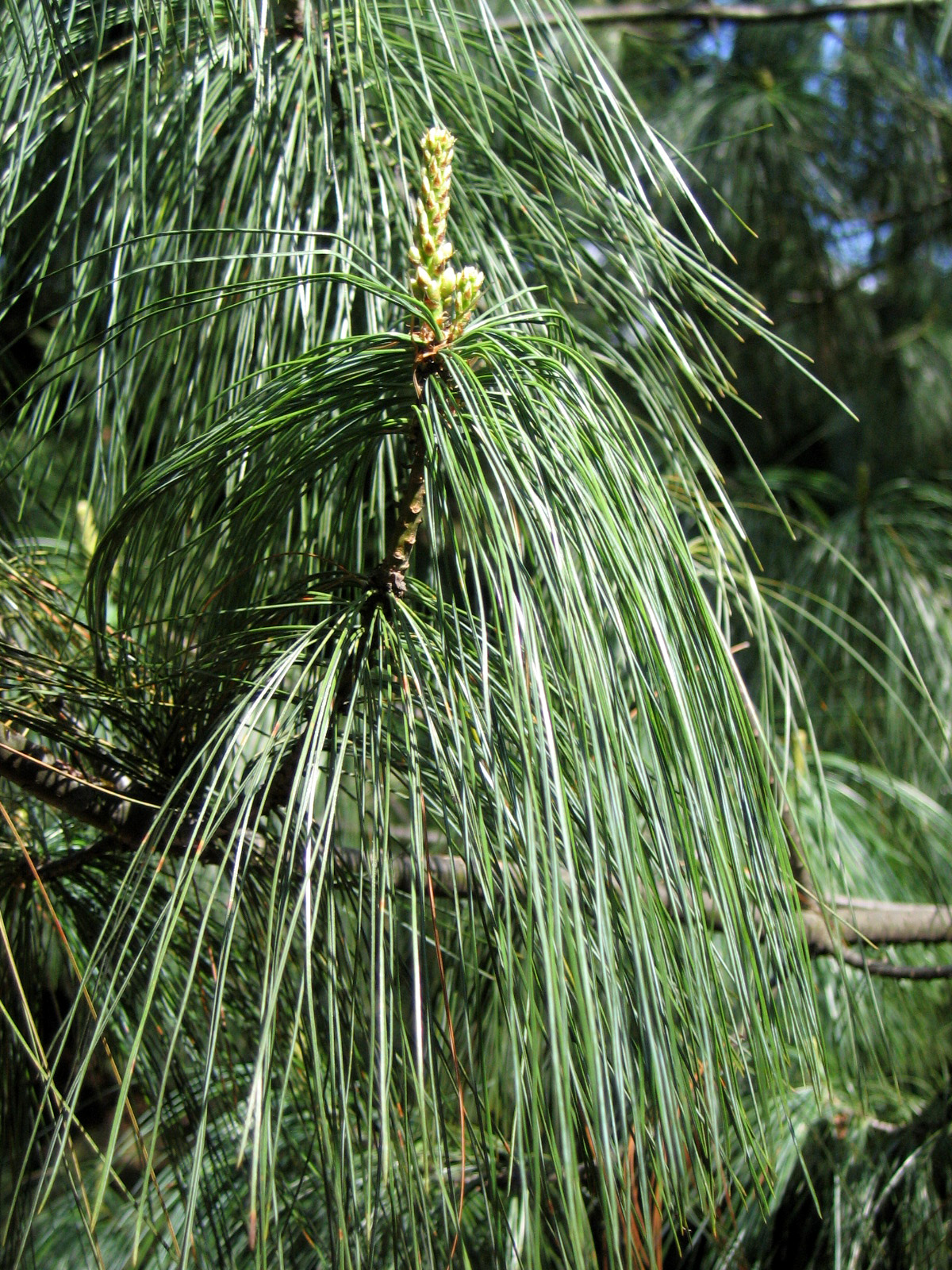
Zwisające igły i młode pędy
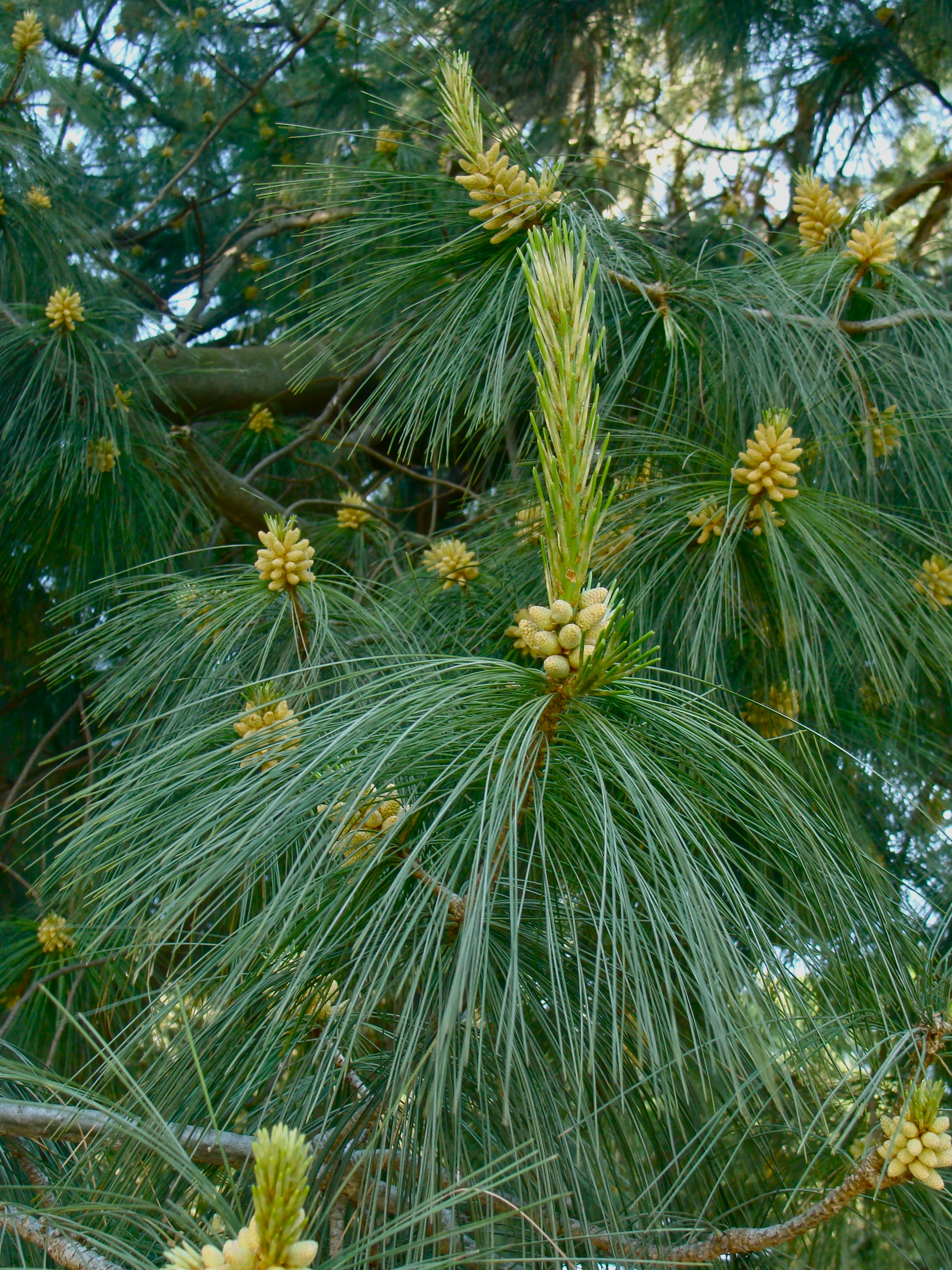
Szyszki męskie
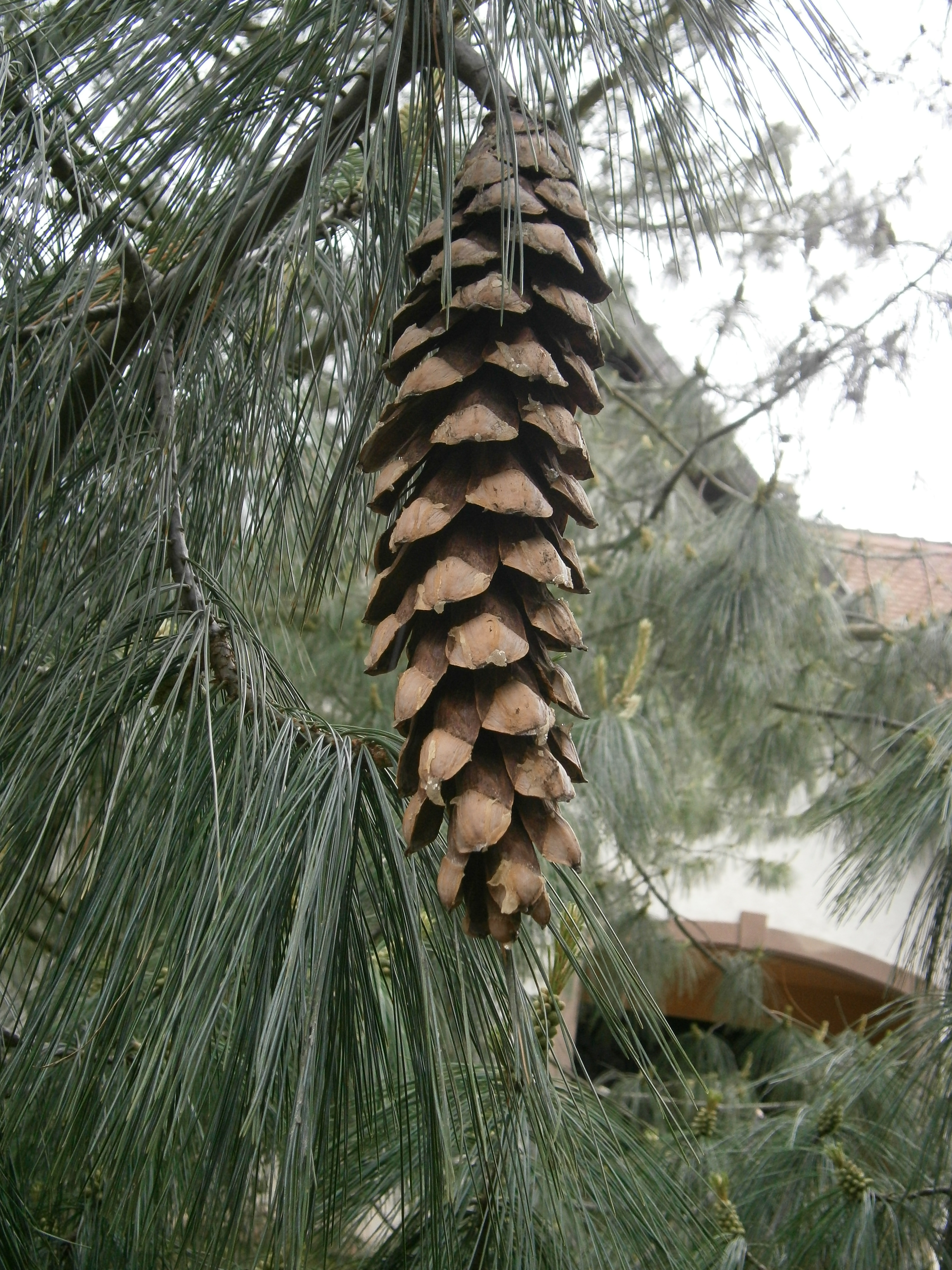
Szyszka

Gatunki podobneSosna himalajska bywa mylona z sosną wejmutką (Pinus strobus). Wyglądem przypomina także meksykańską sosnę pięcioigielną P. ayacahuite.

## Biologia i ekologia
Jedna wiązka przewodząca w liściu, trzy kanały żywiczne. Igły w przekroju poprzecznym trójkątne.
Gatunek jednopienny. Pylenie od kwietnia do maja. Nasiona dojrzewają jesienią następnego roku.

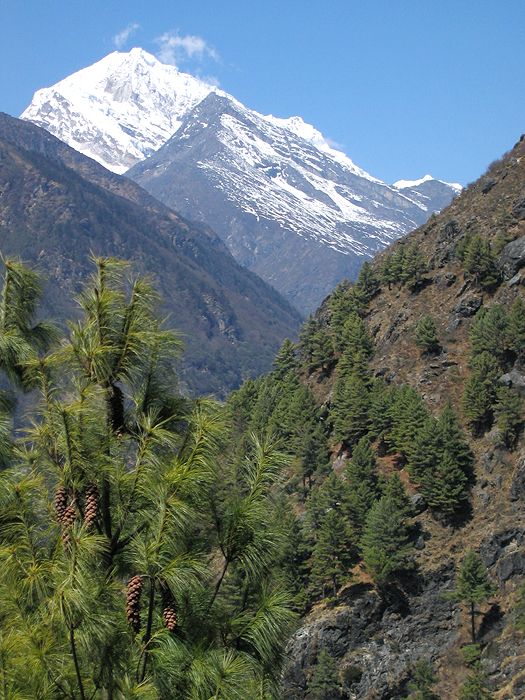
Sosna himalajska w Parku Narodowym Sagarmatha, Nepal

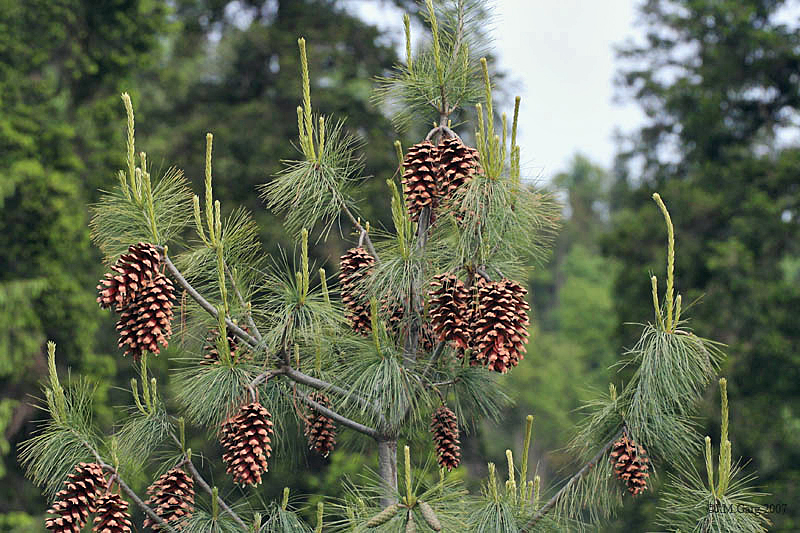
Gałęzie z otwartymi szyszkami, Himachal Pradesh, Indie

Preferuje doliny i nasłonecznione zbocza górskie. Występuje przeważnie na wysokości 1400–1500 m n.p.m., chociaż spotykana do wysokości 2500 m (inne źródła podają 1600–3300 m n.p.m., a nawet 4300 m). Lubi gleby świeże i głębokie oraz nasłonecznione stanowiska. Dobrze znosi zimy, ale niezbyt mroźne. Tworzy lasy jednogatunkowe, ale także lasy mieszane wraz z dębem, klonem i ostrokrzewem. We wschodniej części obszaru występowania tworzy z cedrem himalajskim lasy iglaste.

## Systematyka i zmienność
Pozycja gatunku w obrębie rodzaju Pinus:
- podrodzaj Strobus
  - sekcja Quinquefoliae
    - podsekcja Strobus
      - gatunek P. wallichiana

Najbliżej spokrewniona jest z sosną koreańską (Pinus koraiensis).
W 1989 r. opisana została odmiana Pinus wallichiana var. parva K. C. Sahni (Indian J. Forest. 12(1): 40. 1989). Występuje w południowo-wschodniej części Tybetu w wilgotnych lasach strefy umiarkowanej, razem z gatunkami z rodzaju różanecznik (Rhododendron), na wysokości ok. 3000 m n.p.m. Takson ten nie jest dostatecznie rozpoznany. Według opisu różni się od typowego gatunku krótszymi igłami (mniej niż 11 cm), prostymi i mniejszymi szyszkami (do 10 cm), mniejszymi nasionami (ok. 3 mm) z krótszym skrzydełkiem (ok. 10 mm).

## Zagrożenia
Międzynarodowa organizacja IUCN przyznała temu gatunkowi kategorię zagrożenia LC (least concern), czyli najmniejszej troski, spośród gatunków niższego ryzyka.

## Zastosowanie
Roślina ozdobna
Sosna himalajska została wprowadzona do Europy jako drzewo ozdobne, sadzone w parkach. Popularna głównie ze względu na zwisające, długie igły.
Roślina użytkowa
Drewno wykorzystywane jest do konstrukcji drewnianych, do produkcji mebli i wyrobu terpentyny.